# Rispen-Flockenblume
Die Rispen-Flockenblume (Centaurea stoebe), auch Stoebe-Flockenblume oder Gefleckte Flockenblume genannt, ist eine Pflanzenart aus der Gattung der Flockenblumen (Centaurea) innerhalb der Familie der Korbblütler (Asteraceae) gehört. Sie kommt meist auf trockenen Wiesen vor. Trotz ähnlichem Trivialnamen ist die Rispen-Flockenblume nicht mit der Rispigen Flockenblume  (Centaurea paniculata) identisch.

## Beschreibung

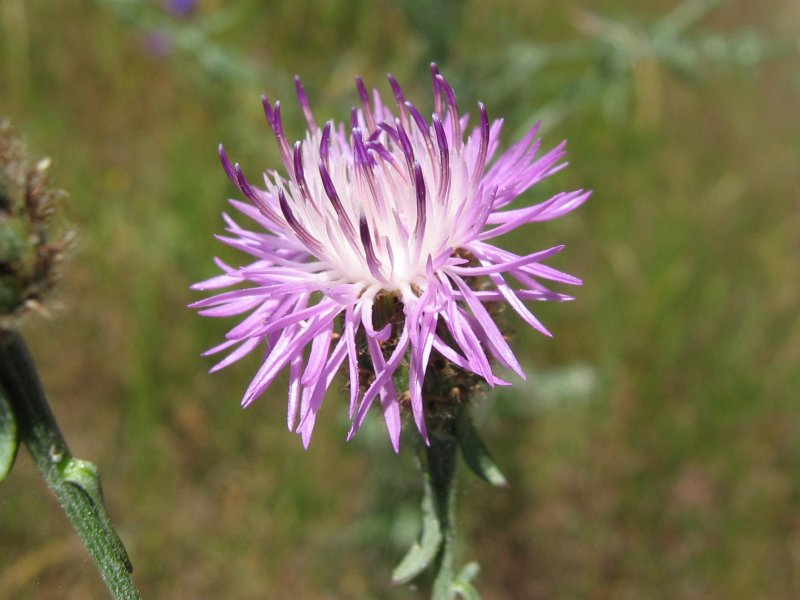
Blütenkorb

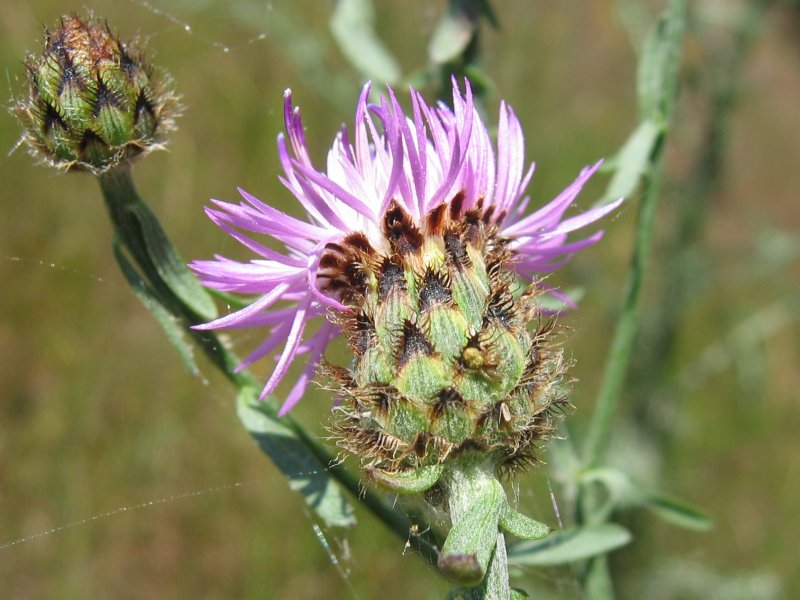
Ausgefranste Hüllblätter

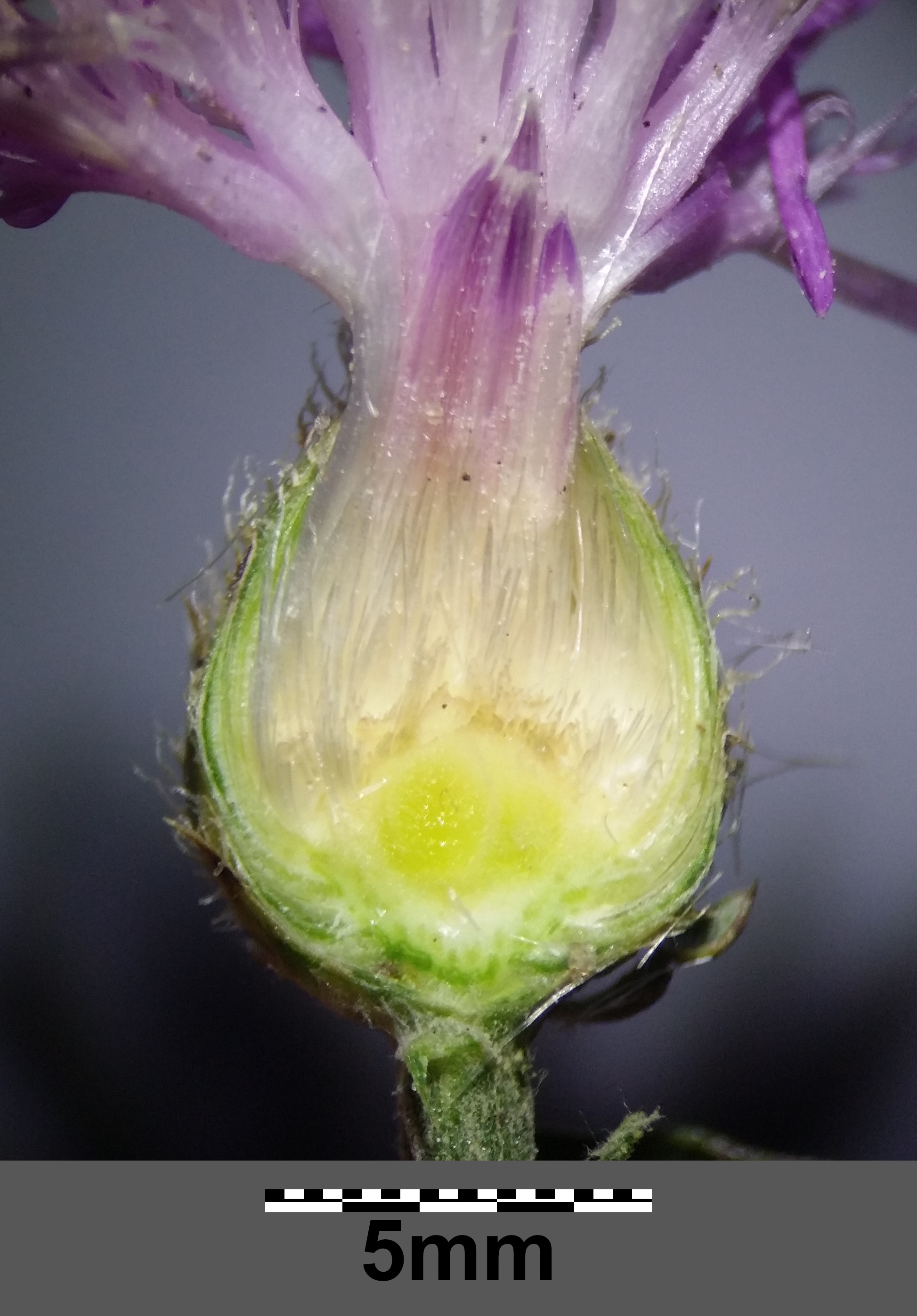
Schnitt durch Blütenkorb von Centaurea stoebe subsp. stoebe

### Vegetative Merkmale
Die Rispen-Flockenblume wächst als zweijährige oder mehrjährige krautige Pflanze und erreicht Wuchshöhen von 30 bis 120 Zentimetern. Die oberirdischen Pflanzenteile sind weiß-gräulich schimmernd behaart (Indument).
Sie bildet fiederteilige, linealische Laubblätter aus.

### Generative Merkmale
Die Blütezeit reicht von Juni bis August. in einem rispigen Gesamtblütenstand befinden sich körbchenförmige Teilblütenstände. Der Korbboden ist eiförmig gewölbt. Die fünfnervigen Hüllblätter besitzen charakteristische dunkelbraun gefärbte, ausgefranste Anhängsel, die jedoch oft veränderlich sind. Die Kronblätter sind rötlich-lilafarben.
Die Achäne ist nur 3 bis 5 Millimeter lang. Der reduzierte Pappus wird meist nicht größer als 0,5 Millimeter.
Die Chromosomenzahl beträgt 2n = 18 oder 36.

## Ökologie
Die Bestäubung erfolgt durch Insekten oder Selbstbestäubung.
Die Achänen besitzen eine Klettwirkung und können beispielsweise am Fell von Tieren haften bleiben, sie werden jedoch auch durch den Wind ausgebreitet.

## Vorkommen
Centaurea stoebe ist in Südwest-, Mittel-, Ost- sowie Südosteuropa verbreitet. Sie ist in vielen gemäßigten Gebieten der Welt beispielsweise in weiten Teilen Nordamerikas ein Neophyt.
Centaurea stoebe gedeiht hauptsächlich auf Trocken- oder Halbtrockenrasen, in relativ nährstoffreichen Ruderalgesellschaften, an Rändern von Wegen oder trockenwarmen Wiesen. Centaurea stoebe hat ihr Schwerpunktvorkommen in der pflanzensoziologischen Klasse Festuco-Brometea, ihr Hauptvorkommen in den Klassen Sedo-Scleranthetea und Agropyretea intermedii-repentis und im Verband Dauco-Melilotion. Sie ist die Kennart der Ordnung Festucetalia valesiacae. In Deutschland ist die Rispen-Flockenblume von zerstreut bis mäßig häufig außerhalb der menschlichen Siedlungsbereiche anzutreffen.

## Systematik und Verbreitung
Die Erstveröffentlichung von Centaurea stoebe erfolgte 1753 durch Carl von Linné in Species Plantarum, Tomus II, Seite 914. Das Artepitheton stoebe bezieht sich auf „Poterium spinosum, einer rauen Pflanze“. Synonyme für Centaurea stoebe L. sind: Centaurea chaubardii Rchb. f., Centaurea maculosa Lam., Centaurea mierghii Jord., Centaurea muretii Jord., Centaurea pedemontana Jord., Centaurea rhenana Boreau, Centaurea subalbida Jord.
Je nach Autor gibt es wenige Unterarten:
- Centaurea stoebe subsp. australis (A.Kern.) Greuter (Syn.: Centaurea australis A.Kern.): Sie kommt hauptsächlich in Süd- und Osteuropa vor, in Mitteleuropa nur in Tschechien, in der Slowakei, in Österreich und Ungarn.[8]
- Kleinköpfige Rispen-Flockenblume (Centaurea stoebe subsp. micranthos (Gugler) Hayek, Syn.: Centaurea biebersteinii DC., Centaurea maculosa Lam., Centaurea maculosa subsp. micranthos Gugler): Dies ist seit Ochsmann 2001 der akzeptierte Name und sie kommt in Osteuropa: in Bulgarien, Ungarn, Rumänien, Russland sowie in der Ukraine vor.[9][10]
- Centaurea stoebe subsp. serbica (Prodan) Ochsmann: Sie kommt in Serbien, Bulgarien und in Griechenland vor.[8]
- Rheinische Flockenblume[11] (Centaurea stoebe L. subsp. stoebe): Sie steigt in Tirol beim Reschenpass bis zu einer Höhenlage von 1500 Meter auf.[12] Die ökologischen Zeigerwerte nach Landolt et al. 2010 sind in der Schweiz für diese Unterart: Feuchtezahl F = 1 (sehr trocken), Lichtzahl L = 4 (hell), Reaktionszahl R = 4 (neutral bis basisch), Temperaturzahl T = 4+ (warm-kollin), Nährstoffzahl N = 3 (mäßig nährstoffarm bis mäßig nährstoffreich), Kontinentalitätszahl K = 5 (kontinental).[11]